# Xiphocentron mezencius
Xiphocentron mezencius is een schietmot uit de familie Xiphocentronidae. De soort komt voor in Mexico.